# 캐나다의 정치
캐나다의 정치는 입헌군주제의 연방제로 강한 민주주의 전통을 가진 의회 정부를 포함하고 있다. 헌법에 해당하는 것은 대영 북아메리카 조약, 웨스트민스터 조례 등의 수정에 의하며, 성문화되어 있지 않다. 원수는 총독이다. 실제의 정치는 입법부에 대하여 책임을 지는 의원내각제에 의해서 행하여지며, 다수당의 당수가 수상이 된다. 연방정부는 국방, 외교, 무역, 금융 등을 통괄하며, 교육·노동 등은 주(州)정부의 권한에 속한다.캐나다의 외교는 영국 연방의 일원으로서 영국과의 관계를 유지하며, 북대서양 조약 기구(NATO)에 가맹하여 군사적, 경제적으로는 미국과 긴밀한 관계에 있다. 미주 기구(美洲機構)에는 1990년에 가맹하였으며, 국제연합(UN)의 조정적인 활동을 통하여 주체성 유지에 노력하고 있다.
영국 연방에 속한 많은 국가들의 의회 정치는 영국의 웨스트민스터 의회제도에서 비롯된 불문법 전통을 따르고 있으나, 캐나다의 의회제도의 경우, 보다 다양한 형태로 발전해 왔다. 예를 들면, 각 정당의 당내 의견을 통일하는 전통이 영국보다 강하고 의회내의 많은 득표가 곧 결의안의 통과로 여겨진다. 때문에 내각에 포함되지 않은 일반 의원들의 역할이 영국 보다 대체로 약하나, 조각시 각부 장관으로 등용되지 않은 이들 의원들을 '백벤쳐'라고 부르는데, 이들은 의회의 국방 및 예산등 각종 위원회에 소속되어 영향력 행사를 시도한다.

## 같이 보기
- 캐나다의 정당